# Дандоло, Энрико
Энри́ко Да́ндоло (итал. Enrico Dandolo; 1107 или 1108 — май 1205) — 41-й венецианский дож.
Среди других глав Венецианской республики его выделял девяностолетний возраст и слепота, которые не помешали ему быть избранным и оставить заметный след в истории, в том числе повлияв на исход Четвёртого крестового похода и разграбление Константинополя.

## Биография
Энрико Дандоло происходил из влиятельной венецианской семьи. Его отец Витале был советником у 38-го дожа Витале Микьеля II. Его дядя, также носивший имя Энрико Дандоло, был высшим церковным сановником в Венеции. До шестидесятилетнего возраста будущий дож оставался в тени своих родственников.
Первую значительную роль в истории Дандоло сыграл в 1171—1172 годах, когда правительство Византийской империи схватило и бросило в тюрьмы тысячи венецианцев. Венецианская республика готовила карательную экспедицию, однако из-за угрозы чумы она не состоялась. Вместо этого вести переговоры в Константинополь поехали два посла, одним из которых был Дандоло. В течение нескольких лет Энрико выполнял посольские миссии, а в 1183 году он снова отправляется в Константинополь, чтобы договориться о восстановлении Венецианского квартала в городе.
Известно, что Дандоло ослеп на один глаз до того, как стал дожем. Есть две версии: первая говорит о том, что его ослепил стеклом византийский император Мануил Комнин во время посольской миссии в 1171 году, другая — что слепота явилась следствием удара по голове, полученного между 1176 и 1192 годом.
Тем не менее, в 1192 году Энрико Дандоло становится дожем.
Наибольшую историческую известность принёс дожу Четвёртый крестовый поход. В 1202 году в Венеции собралось большое количество крестоносцев, которые должны были переправиться либо в Египет, либо в Палестину. Средств на оплату перевозки морем у крестоносцев не было, многие накопили долги в Венеции. Дандоло принудил крестоносцев отправиться в поход в Далмацию, где те 23 ноября 1202 года захватили город Задар, основного торгового конкурента Венеции.
Немного погодя к Дандоло и лидерам крестоносцев обращается Алексей IV Ангел, сын свергнутого византийского императора Исаака II. Он убеждает крестоносцев идти на Константинополь. Таким образом, первоначальные цели Крестового похода полностью изменились в сторону, угодную Дандоло.
13 апреля 1204 года Константинополь был взят и разграблен. В том же году была основана Латинская империя со столицей в Константинополе. Венеция получила значительные колониальные территории и укрепила своё экономическое положение.
В мае 1205 года Энрико Дандоло заболел и скончался 1 июня 1205 года в возрасте 98 лет в Константинополе. Весть о его смерти пришла в Венецию 20 июля 1205 года. (Об этом упоминал позднее венецианский хронист Марино Санудо) (по другим данным: в августе).
Дожа похоронили в Константинополе в Софийском соборе. Гробница Дандоло сохранилась до наших времен.
Виллардуэн называет его «человеком весьма мудрым и доблестным».
Имя Энрико Дандоло носил один из броненосцев королевского флота Италии.

## Интересные факты
- Энрико Дандоло является самым пожилым руководителем в мире (у которых известны даты жизни), который находился на руководящем посту.
- Самый долгоживущий дож[источник не указан 1394 дня].

## В культуре
- Энрико Дандоло фигурирует в квазиисторическом романе Горана Петровича «Осада церкви святого Спаса» (1997).
- Имя дожа фигурирует в загадке нахождения пакета со смертоносным вирусом в романе Дэна Брауна «Инферно».
- В компьютерной игре Sid Meier’s Civilization V присутствует государство Венеция, лидером которого является Энрико Дандоло.
- В пьесе Михаила Берман-Цикиновского (Berman-Tsikinovsky) «Бог хранит всё» главный герой — Энрико Дандоло. Пьеса опубликована Aspekt publishing в 2013, на русском и английском языках, ISBN 978-0-9852902-9-0 и на Amazon.com — Mikhail Berman-Tsikinosky — сборник: To touch the sky.[2]
- В историко-приключенческим романе Владимире Торина «Амальгама» дож Энрико Дандоло — один из главных героев, сыгравший ещё более значимую роль, чем в действительности.
- В книге Дмитрия Распопова "Венецианский Купец" как отец главного героя Витале Дантоло. "https://author.today/work/167398"